# Олми (Кјети)
Олми (итал. Olmi) је насеље у Италији у округу Кјети, региону Абруцо.
Према процени из 2011. у насељу је живело 146 становника. Насеље се налази на надморској висини од 652 м.